# Street Fighter EX 2
Street Fighter EX 2 (ストリートファイターEX2?, Sutorīto Faitā EX Tsū) è un picchiaduro 3D  prodotto dalla Capcom e pubblicato dalla Arika, distribuito sulla scheda arcade Sony ZN-2 hardware nel 1998. È sequel dell'originale  Street Fighter EX, spin-off 3D di Street Fighter.
Una versione migliorata chiamata  Street Fighter EX 2 Plus fu pubblicata nel giugno del 1999 in versione Arcade; in seguito fu trasportata come conversione su Sony PlayStation. Street Fighter EX 3 è seguito ed ultimo capitolo di questa saga.

## Modalità di gioco
Street Fighter EX 2 include tutte le caratteristiche di Street Fighter EX Plus, la versione aggiornata del prequel. Tra le features incluse, abbiamo la "Spezza Guardia" (mossa unica che stordisce per qualche secondo, rompendo la difesa, l'avversario) e la "Annulla Super" (abilità che permette di asseguire una seconda Super ad un'altra). 
L'aggiunta principale sono le "Excels Combo" ("excel" sta, in inglese, per abbreviazione di "extra cancel", "annullatrici extra"). Come le "Custom Combo" di Street Fighter Alpha, permettono il susseguirsi di combo veloci con attacchi base e speciali che, alla fine o nell'intermezzo, se si ha a disposizione per lo meno una barra super, determinano una terminazione con una Super Finish.
Il tempo per effettuarle è alquanto limitato, e non si possono connettere mosse uguali di seguito. In Ex Two Plus, questo limite è stato rimosso.

## Personaggi
Della serie classica di Street Fighter abbiamo a disposizione i seguenti personaggi:
- Blanka (Brasile)

- Chun-Li (Cina)

- Dhalsim (India)

- Guile (Stati Uniti)

- Ken (Stati Uniti)

- Ryu (Giappone)

- Zangief (Unione Sovietica)

- Vega (Spagna) - Balrog nella versione giapponese

- Sagat (Thailandia)

- M. Bison (isola Shadoloo, nell'Oceano Indiano) - Vega nella versione giapponese

Esclusivi della serie EX abbiamo, invece, i seguenti, con tanto di roster innovato:
- Hokuto  , donna dedita alle arti marziali, capace di usare due ventagli per la formazione di venti a suo favore

- Skullomania , ex-impiegato di una ditta cinese, ora supereroe con costume scheletrico. Ebbe l'"ispirazione" quando indosso per la prima volta il costume, per una festa a carnevale

- Doctrine Dark , dinamitardo folle, indossa sempre una maschera antigas per ragioni sconosciute

- Cracker Jack , pugile esperto ed amante del baseball, non si separa mai dalla sua mazza. Fa parte di Shadowlaw

- Sharon , assassina di Shadowlaw, usa una 9mm che porta sempre con sé.

- Hayate , samurai avverso a Garuda, che cerca in tutti i modi di ucciderlo

- Kairi  , della scuola dell'Hado, come Akuma è un ripudiato

- Shadowgeist , rivale di Skullomania

- Nanase , ragazzina giapponese che in battaglia usa un bastone allungabile, proprio come quello di Goku, protagonista del manga Dragonball

- Garuda , essere mostruoso capace di far fuori uscire dal corpo lame acuminatissime

- Pullum Purna , principessa Indiana che combatte in uno stile simile a quello di Cammy White

- Darun Mister , guardia del corpo della principessa Pullum Purna

- Vulcano Rosso  , ragazzo italiano con un ciuffo alla Elvis alla ricerca della fidanzata, rapita da Shadowlaw per motivi a lui sconosciuti

- Area  , una ragazza prodigio che combatte usufruendo di pattini e di un apposito congegno meccanico di sua produzione attaccato al braccio destro.

## Versioni

### Arcade
Street Fighter EX2 Plus, versione migliorata del gioco, fu commercializzata anni dopo l'originale Street Fighter EX2, migliorandolo notevolmente sia graficamente che nell'ambito del sonoro. 
Appaiono tutti i personaggi della saga EX, Hayate escluso. Nanase,M.Bison, Pullum Purna e Darun Mister appaiono come personaggi regolari, di cui questi ultimi tre furono rimossi in EX2. 
Sagat debutta nella saga "EX" assieme a Vulcano Rosso, combattente italiano alla ricerca della sua ragazza, rapita da Shadowlaw per ragioni misteriose, e con Area, ragazza prodigio esperta nella costruzione delle macchine. 
Una versione inutilizzabile di M.Bison, chiamata "M.Bison II", molto più potente e con la barra SUPER! infinita, appare come boss finale se non si è perso uno scontro e tutti i personaggi combattuti sono stati sconfitti con la METEOR!, ovvero la super più potente di tutte.
La METEOR! è diventata prerogativa di tutti i personaggi perché, nell'EX2, solo alcuni l'avevano a disposizione.

### Console
Una conversione per console di Street Fighter EX 2 Plus approdò nel 1999, distribuita alcuni mesi dopo la versione arcade. È possibile giocare la modalità Arcade, Versus, Pratice e due modalità speciali: "director mode", che ci permette di disputare incontri tra i personaggi gestiti dalla I.A. e "bonus games" che, per l'appunto, mette a nostra disposizione vari sottogiochi.
Hayate torna come personaggio segreto, sbloccabile ed utilizzabile.